# البيتلز
البيتلز (الإنجليزية The Beatles؛ ‎/ˈbitlz/‏ ذ بيتلز، منحوتة من beat وbeetles «خنافس») كانت فرقة روك غنائية بريطانية تشكلت في ليفربول في عام 1960، وأصبحت أكبر الفرق الموسيقية نجاحاً وأشهرها في تاريخ الموسيقى الشعبية. تألف فريق البيتلز من جون لينون (غيتار الإيقاع، غناء) وبول مكارتني (غيتار البيس، غناء) وجورج هاريسون (غيتار رئيسي، غناء) ورينغو ستار (الطبل، غناء). انطلقت شعبية البيتلز الهائلة مع ظاهرة «البيتلمانيا» (Beatlemania) أو «هوس البيتلز» والتي جعلت تأثير البيتلز ليس مجرد تأثير في نطاق الأغاني الشعبية، بل إن نفوذها امتد إلى الثورات الاجتماعية والثقافية في الستينات فكما أن مايكل جاكسون أنجح مغني منفرد في التاريخ، يعتبر البيتلز هم انجح فرقة موسيقية في التاريخ بشهادة الأرقام والنقاد أيضاَ.
حققت فرقة البيتلز نجاحاً في التيار البريطاني في أواخر عام 1962 مع أول إصدار لها للأغنية المنفردة، "Love Me Do". وكذلك فإنها اكتسبت شعبيتها العالمية في العام المقبل مع إصدار ألبومها الرسمي الأول "Please Please Me"، وأقاموا حفلات غنائية على نطاق واسع حتى عام 1966، ثم عادوا لتسجيل الألبومات في الاستديو حتى انفصالهم عام 1970. خلال هذه الفترة أنتجت البيتلز 13 ألبوماً رسمياً بالإضافة إلى 5 أفلام. بعد انفصال الفرقة في عام 1970، استمر أعضاء الفرقة بإصدار أعمالهم الفنية المنفردة. بول مكارتني ورينغو ستار ما زالوا يتابعون مشوارهم الفني حتى الوقت الحالي بينما قتل جون لينون بالرصاص في عام 1980، وتوفي هاريسون بمرض سرطان الرئة في عام 2001.
في الفترة التي قرر فيها البيتلز الوقف عن التجوال وإقامة الحفلات الغنائية والالتزام بكتابة وتأليف أغاني جديدة في الاستوديو قاموا بإنتاج الألبوم "Sgt. Pepper's Lonely Hearts Club Band" والذي يعتبر في وجهة نظر النقاد تحفةً فنية وصفحة مهمة جداً في تاريخ الموسيقى. بالرغم من أنه مرّ ما يقرب أربعة عقود على انفصال البيتلز ولكن موسيقاهم ما زالت ولا تزال شعبية. البيتلز كان لها أكبر عدد من الألبومات على أحرزت المرتبة الأولى في المملكة المتحدة واحتفظت باستمرار على صدارة أطول وأكثر من أي موسيقي أو فرقة موسيقية أخرى. ووفقاً لشهادات رابطة صناعة التسجيلات الأمريكية فإن البيتلز حققوا الرقم القياسي لأكثر الألبومات مبيعاً في الولايات المتحدة الأمريكية أكثر من أي فنان آخر. وفي عام 2008 نشرت مجلة بيلبورد قائمة الأكثر مبيعاً في كل الأوقات «هوت 100» احتفالاً بالذكرى السنوية الخمسين لمراتب مبيعات الأغاني المنفردة في الولايات المتحدة وكانت البيتلز في المرتبة الأولى. كما وقد حصلت الفرقة على 7 جوائز جرامي وتلقوا 15 جائزة «ايفور نوفيلو» من الأكاديمية البريطانية لكتاب الاغاني والملحنين. كما وقد أحرزت البيتلز المرتبة الأولى في قائمة «الخالدون» أفضل فناني التاريخ التي أصدرتها مجلة «رولينغ ستون» كما وقد أدرج أحد عشر ألبوماً من أصل الثلاثة عشر ألبوماً الذي أصدرته فرقة البيتلز على قائمة «أفضل 500 ألبوم في تاريخ الموسيقى» التي أصدرتها المجلة ذاتها، وكانت أربع ألبومات منها في ترتيب العشر الأوائل حيث أنها أحرزت المركز الأول والثالث والخامس والعاشر. شملت أيضاً مجلة «تايمز» فرقة البيتلز في قائمة «الأشخاص المائة الأكثر أهمية وتأثيراً في القرن العشرين»

## تاريخ البيتلز

### في السنوات الأولى (1957-1962)
عندما كان في سن السادسة عشرة، قام جون لينون بتشكيل فرقة موسيقية أطلق عليها اسم «الكواريمين» (The Quarrymen) أو «عمال المحجر» وتألفت من أصدقائه الهواة في ليفربول في مارس 1957. في شهر يوليو شاهد بول مكارتني البالغ من العمر خمس عشرة سنة عرضاً للكواريمين في إحدى حدائق ليفربول وانضم إلى الفرقة كعازف غيتار بعد موافقة جون لينون. دعى بول مكارتني صديقه المقرب جورح هاريسون البالغ من العمر أربع عشرة سنة لمشاهدة بعض عروضهم وانضم إلى الفرقة كعازف غيتار رئيسي في فبراير المقبل. خلال سنة 1960، هجر أصدقاء لينون الفرقة وبقي لينون ومكارتني وهاريسون يعزفون موسيقى الروك أند رول كلما استطاعوا الحصول على عازف طبل. انضم لينون إلى كلية الفنون في لفربول وتعرف على ستوارت ساتكليف الذي كان من نفس عمره والذي اقترح تسمية الفريق بالخنافس (The Beetles) تيمناً ببدي هوللي وفرقته (Buddy Holly and The Crickets). بعد تجربة أسماء عددة، قرروا في شهر أغسطس تسمية الفريق بالبيتلز (Beatles) وهو اسم مزدوج ينكون من كلمة «الإيقاع» (Beat) و«الخنافس» (Beetle).
عدم وجود عازف طبل دائم طرح مشكلة عندما قرر ألان ويليامز الذي كان مديراً غير رسمي للفرقة بإرسال البيتلز إلى هامبورغ في إلمانيا لبداية مشوارهم الفني. ولكن قبل نهاية شهر أغسطس تمكنت البيتلز من استأجار عازف الطبل المؤقت بيت بيست وانطلقوا إلى هامبورغ. لم يفلح البيتلز في نيل الشهرة في هامبورغ حيث أنه تم ترحيل هاريسون وإعادته إلى لفربول بعد أن اكتشفت السلطات أنه دون السن القانونية لكي يسمح له بالغناء في الأندية الموسيقية للروك أند رول، وتبعه كلاً من مكارتني وبست. عاد لينون إلى لفربول لاحقاً في أواسط شهر ديسمبر، وبقي صديقه ستوارت مع خطيبته الألمانية الجديدة أستريد لمدة شهر إضافي في هامبورغ. قامت أستريد بالتقاط أول صور رسمية لفرقة البيتلز خلال قترة بقائهم في هامبورغ.
خلال العامين المقبلين ذهب أعضاء الفرقة وأقاموا في هامبورغ لفترات أخرى وقاموا بإحياء عدة عروض موسيقية محلية. قرر ستوارت ترك الفرقة في عام 1961 لرغبتة باستئناف دراسة الفن التشكيلي في ألمانيا، وبذلك قام مكارتني بالغزف على غيتار الباص بدلاً من ستوارت. تعاقدت الفرقة مع منتج ألماني وأصدرت الأغنية المنفردة الغير رسمية "My Bonnie". عادت الفرقة بعد ذلك إلى وطنهم في ليفربول وأصبحواأكثر شعبية بعد ظهورهم المتكرر في نادي الكهف الموسيقي (The Cavern Club). خلال هذه الفترة التقى البيتلز ببراين إيبستاين (Brian Epstein) الذي كان يملك محل لبيع الاسطوانات الموسيقية وأصبح المدير الرسمي للبيتلز في يناير 1962. بعد نيل الشهرة المحلية والحصول على مدير رسمي للفرقة، أصبح هدف البيتلز الآن هو الحصول على عقد مع شركة تسجيلات. بعد تقديم الفرقة لدى شركة ديكا للتسجيلات الموسيقية (Decca Records) تم رفضهم، ولكن تمكن البيتلز من الحصول على عقد مع شركة بارلوفون (Parlophone) والمنتج جورج مارتن (George Martin). خلال عودتهم إلى هامبورغ في أبريل اكتشف البيتلز وفاة صديقهم ستوارت لإصابته بجلطة بالدماغ.
في يونيو 1962 قامت البيتلز بأول جلسة تسجيل بإدارة جورج مارتن في استوديوهات طريق آبي (Abbey Road Studios) في لندن. لم يعجب مارتن بأداء بيت بيست وطلب من مدير البيتلز براين إيبستاين بالبحث عن عازف طبل آخر لجلسات التسجيل ولكن قام مارتن باستبداله برينغو ستار الذي ترك فرقته إعصار روري والأعاصير (Rory Storm and the Hurricanes) للانضمام إلى البيتلز بعد أن أعجب البيتلز بأدائه حينما أدى الجلسات التي كان فيها بيست مريضاً. في أكتوبر أصدر البيتلز الأغنية المنفردة (Love Me Do) حيث احتلت المرتبة السابعة عشرة في لائحة أفضل 20 أغنية في المملكة المتحدة. بعد جلسات التسجيل في نوفمبر أصدر البيتلز أغنيتهم المنفردة الثانية (Please Please Me).

## الأعمال الموسيقية
| عام  | الألبوم | أعلى مراتب التصنيف | أعلى مراتب التصنيف | أعلى مراتب التصنيف | أعلى مراتب التصنيف |
| عام  | الألبوم | المملكة المتحدة    | أستراليا           | الولايات المتحدة   | ألمانيا            |
| ---- | --- | ------------------ | ------------------ | ------------------ | ------------------ |
| 1963 | أرجوك إرضيني (Please Please Me) - تاريخ الإصدار: 22 مارس 1963 - شركة الإنتاج: بارلوفون                             | 1                  | -                  | -                  | -                  |
| 1963 | مع البيتلز (With The Beatles) - تاريخ الإصدار: 22 نوفمبر 1963 - شركة الإنتاج: بارلوفون                             | 1                  | -                  | -                  | 1                  |
| 1964 | ليلة يوم من العمل الشاق (A Hard Day's Night) - تاريخ الإصدار: 10 يوليو 1964 - شركة الإنتاج: بارلوفون               | 1                  | 1                  | 1                  | -                  |
| 1964 | البيتلز للبيع (Beatles For Sale) - تاريخ الإصدار: 4 ديسمبر 1964 - شركة الإنتاج: بارلوفون                           | 1                  | 1                  | -                  | 1                  |
| 1965 | النجدة! (!Help) - تاريخ الإصدار: 6أغسطس 1965 - شركة الإنتاج: بارلوفون/كابيتول                                      | 1                  | 1                  | 1                  | 1                  |
| 1965 | روح مطاطية (Rubber Soul) - تاريخ الإصدار: 5 ديسمبر 1965 - شركة الإنتاج: بارلوفون/كابيتول                           | 1                  | 1                  | 1                  | 1                  |
| 1966 | دوار (Revolver) - تاريخ الإصدار: 5 أغسطس 1966 - شركة الإنتاج: بارلوفون/كابيتول                                     | 1                  | 1                  | 1                  | 1                  |
| 1967 | الرقيب فلفل (Sgt. Pepper's Lonely Hearts Club Band) - تاريخ الإصدار: 1 يونيو 1967 - شركة الإنتاج: بارلوفون/كابيتول | 1                  | 1                  | 1                  | 1                  |
| 1967 | جولة الغموض الساحرة (Magical Mystery Tour) - تاريخ الإصدار: 27 نوفمبر 1967 - شركة الإنتاج: كابيتول/بارلوفون        | -                  | 1                  | 1                  | 1                  |
| 1968 | الألبوم الأبيض (The White Album) - تاريخ الإصدار: 22 نوفمبر 1968 - شركة الإنتاج: بارلوفون/كابيتول                  | 1                  | 1                  | 1                  | 1                  |
| 1969 | الغواضة الصفراء (Yellow Submarine) - تاريخ الإصدار: 13 يناير 1969 - شركة الإنتاج: كابيتول/بارلوفون                 | 3                  | -                  | 2                  | -                  |
| 1969 | شارع آبي (Abbey Road) - تاريخ الإصدار: 26 سبتمبر 1969 - شركة الإنتاج: بارلوفون/كابيتول                             | 1                  | 1                  | 1                  | 1                  |
| 1970 | فليكن (Let It Be) - تاريخ الإصدار: 8 مايو 1970 - شركة الإنتاج: بارلوفون                                            | 1                  | 1                  | 1                  | -                  |

## الأفلام
| عام  | الفيلم                                       | إخراج             |
| ---- | -------------------------------------------- | ----------------- |
| 1964 | ليلة يوم من العمل الشاق (A Hard Day's Night) | ريتشارد ليستر     |
| 1965 | النجدة! (!Help)                              | ريتشارد ليستر     |
| 1967 | جولة الغموض الساحرة (Magical Mystery Tour)   | البيتلز           |
| 1968 | الغواضة الصفراء (Yellow Submarine)           | جورج دانينج       |
| 1970 | فليكن (Let It Be)                            | مايكل ليندساي-هوج |

## موقعهم في كتاب غينيس
دخل البيتلز كتاب غينيس للأرقام القياسية من خلال المبيعات الأكثر حول العالم بعد سنوات طويله من توقفهم عن الغناء بليون و 600 مليون والتي جاوزت مبيعات ملك الروك إلفيس بريسلي وهذا يعود بفضل المدة الطويلة التي وجد فيها فريق البيتلز ليس إلا، ولكن ملك البوب مايكل جاكسون تخطى البيتلز من حيث المبيعات وهو على قيد الحياة فهو أكثر مغني مبيعاً وهو على قيد الحياة بـ أكثر من 750 مليون سجل عالميا ومليار سجل بعد وفاته وله رقم قياسي في غينيس أيضا، لكن البيتلز في سنوات نشاطهم باعوا 600 مليون سجل فقط، كما أن أغنيتهم الشهيرة Yesterday تم انتخابها كأحد أفضل أغاني البوب في القرن العشرين، وهي أكثر أغنية تم غناؤها من قبل مئات نجوم الغناء حول العالم. وتم تصنيف أغنية Sgt. Peppers Lonely Hearts Club Band كأسرع أغنية مبيعاً في العالم عندما غناها نجم الفرقة بول مكارتني مع فرقة الـ U2 في حفلة Live Aid في اسكتلندا سنة 2005.

## روابط خارجية
- البيتلز على موقع IMDb (الإنجليزية)
- البيتلز على موقع ميتاكريتيك (الإنجليزية)
- البيتلز على موقع الموسوعة البريطانية (الإنجليزية)
- البيتلز على موقع روتن توميتوز (الإنجليزية)
- البيتلز على موقع ألو سيني (الفرنسية)
- البيتلز على موقع ميوزك برينز (الإنجليزية)
- البيتلز على موقع رولينغ ستون (الإنجليزية)
- البيتلز على موقع أول موفي (الإنجليزية)
- البيتلز على موقع أول ميوزيك (الإنجليزية)
- البيتلز على موقع ديسكوغز (الإنجليزية)